# Маджестик (Сингапур)

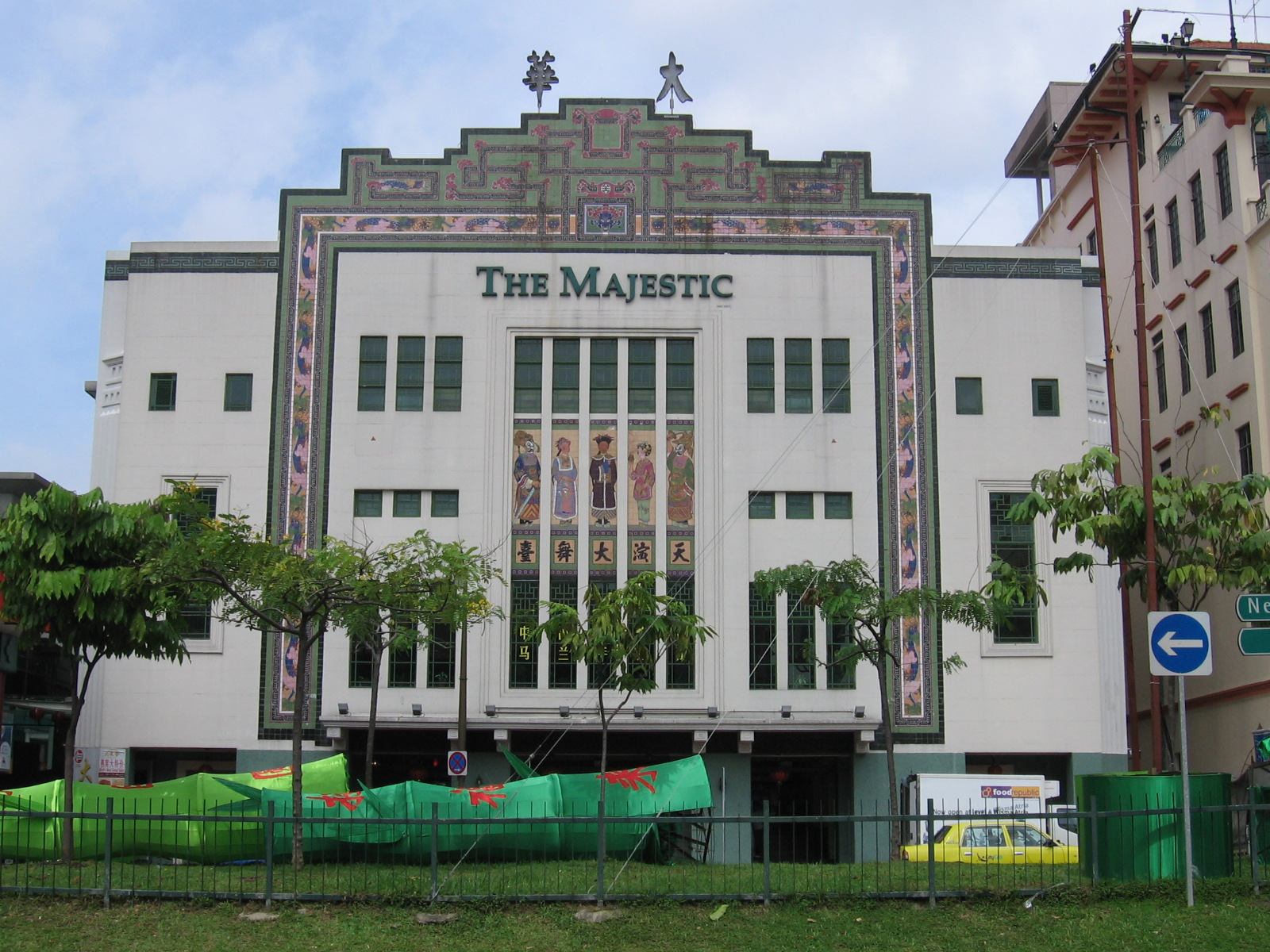
Фасад Маджестика

Маджестик (кит. упр. 大华戏院, пиньинь Dàhuá xìyuàn, англ. The Majestic) — историческая постройка на улице Еу Тонг Сен (англ. Eu Tong Sen Street) в китайском квартале района Аутрам (англ. Outram) Сингапура. Здание построено в 1927—1928 годах. Первоначально «Маджестик» являлся театром кантонской оперы, потом был превращён в кинотеатр и торговый центр. Стиль постройки представляет собой смесь китайской и европейской архитектуры.